# Georg Kremnitz
Georg Kremnitz (* 3. Juni 1945 in Ellwangen) ist ein deutscher Romanist, Sprachwissenschaftler und Hochschullehrer.

## Leben und Wirken
Nach seiner Reifeprüfung 1965 in Ludwigsburg studierte Georg Kremnitz Romanistik, Geschichte, Politikwissenschaft und Philosophie, zunächst von 1965 bis 1967 an der Universität Göttingen, 1967 an der Freien Universität Berlin, 1967/68 an der Universität Montpellier, von 1968 bis 1970 an der Eberhard Karls Universität Tübingen und von 1970 bis 1971 an der Universität Bordeaux. Die beiden Staatsexamen für den höheren Schuldienst legte er 1970 bzw. 1974 ab. Von 1970 bis 1973 arbeitete er als Lehrer bzw. Lektor für deutsche Sprache an der Universität Bordeaux. 1973 war er wissenschaftlicher Mitarbeiter am Deutsch-französischen Institut Ludwigsburg und von 1973 bis 1973 Studienreferendar. Im Jahre 1974 promovierte er an der Universität Tübingen bei Eugenio Coseriu. Von 1974 bis 1986 war Kremnitz als Akademischer Rat bzw. Oberrat an der Universität Münster tätig und habilitierte sich 1980 an der Universität Osnabrück. 1986 übernahm er eine Professor für Romanistik an der Universität Wien. Gastprofessoren führten ihn u. a. an Universitäten in Argentinien und Frankreich.
In seinen zahlreichen Veröffentlichungen beschäftigt sich Georg Kremnitz mit der Geschichte der romanischen Sprachen und ihrer Sprachwissenschaft, den kleineren romanischen Sprachen (v. a. Okzitanisch und Katalanisch) sowie mit der Sprach- und Kommunikationssoziologie.
Im Jahre 2020 wurde er korrespondierendes Mitglied der Sächsischen Akademie der Wissenschaften zu Leipzig.

## Veröffentlichungen (Auswahl)
- Versuche zur Kodifizierung des Okzitanischen seit dem 19. Jahrhundert und ihre Annahme durch die Sprecher (= Tübinger Beiträge zur Linguistik, Bd. 48). Spangenberg, Tübingen 1974, ISBN 3-87808-048-4 (= Dissertation Universität Tübingen).
- Die ethnischen Minderheiten Frankreichs. Bilanz und Möglichkeiten für den Französischunterricht. 2. Aufl.  (= Tübinger Beiträge zur Linguistik, Bd. 55). Narr, Tübingen 1977, ISBN 3-87808-055-7.
- (Hrsg.): Sprachen im Konflikt. Theorie und Praxis der katalanischen Soziolinguisten. Eine Textauswahl (= Tübinger Beiträge zur Linguistik, Bd. 177). Narr, Tübingen 1979, ISBN 3-87808-117-0.
- Das Okzitanische. Sprachgeschichte und Soziologie (= Romanistische Arbeitshefte, Bd. 23). Niemeyer, Tübingen 1981, ISBN 3-484-54023-0.
- (Hrsg.): Entfremdung, Selbstbefreiung und Norm. Texte aus der okzitanischen Soziolinguistik (= Tübinger Beiträge zur Linguistik, Bd. 178). Narr, Tübingen 1982, ISBN 3-87808-978-3.
- Francais et créole. Le conflict linguist. à la Martinique (= Kreolische Bibliothek, Bd. 5). Buske, Hamburg 1983, ISBN 3-87118-627-9.
- Gesellschaftliche Mehrsprachigkeit. Institutionelle, gesellschaftliche und individuelle Aspekte. Ein einführender Überblick. Braumüller, Wien 1990, ISBN 3-7003-0895-7 (2. Aufl. 1994).
- Sprachen in Gesellschaften. Annäherung an eine dialektische Sprachwissenschaft. Braumüller, Wien 1995, ISBN 3-7003-1093-5.
- Die Durchsetzung der Nationalsprachen in Europa (= Lernen für Europa, Bd. 5). Waxmann, Münster 1997, ISBN 3-89325-522-2.
- Mehrsprachigkeit in der Literatur. Wie Autoren ihre Sprachen wählen. Aus der Sicht der Soziologie der Kommunikation. Ed. Praesens, Wien 2004, ISBN 3-7069-0270-2.
- (Hrsg.): Von La Quiaca nach Ushuaia. Sprachen, Kulturen und Geschichte in Argentinien (= Beihefte zu Quo vadis, Romania?, Bd. 26). Ed. Praesens, Wien 2007, ISBN 978-3-7069-0437-7.
- (Hrsg.): Histoire sociale des langues du France. Presses Universitaires de Rennes, Rennes 2013, ISBN 978-2-7535-2723-2.
- Frankreichs Sprachen (= Romanistische Arbeitshefte, Bd. 60). de Gruyter, Berlin 2015, ISBN 978-3-11-035762-2.
- Geschichte der romanischen Sprachwissenschaft. Unter besonderer Berücksichtigung der Entwicklung der Zahl der romanischen Sprachen (= Bachelor master studies, Bd. 8). Praesens Verlag, Wien 2016, ISBN 978-3-7069-0876-4 (2. neu bearb. u. erw. Aufl. 2019, ISBN 978-3-7069-1049-1).
- Katalanische und okzitanische Renaissance. Ein Vergleich von 1800 bis heute (= Romanistische Arbeitshefte, Bd. 67). de Gruyter, Berlin 2018, ISBN 978-3-11-053032-2.
- Meinungslenkung. Zensur und Propaganda und ihre Entwicklung bis heute. Elemente einer Soziologie der Kommunikation. Praesens Verlag, Wien 2021, ISBN 978-3-7069-1125-2.
- Aufstieg und Fall der "kleineren" Sprachen Europas. Die Veränderungen der Zielsetzungen von sprachlichen Renaissance-Bewegungen aufgrund der Veränderungen der Kommunikationsbedingungen. Praesens Verlag, Wien 2023, ISBN 978-3-7069-1196-2.
- Sprachen und Kolonialismus. Was macht der Kolonialismus mit Sprachen? Ein Beitrag zur Soziologie der Kommunikation. Praesens Verlag, Wien 2024, ISBN 978-3-7069-1247-1.

Festschrift
- Peter Cichon (Hrsg.): Entgrenzungen. Für eine Soziologie der Kommunikation. Festschrift für Georg Kremnitz zum 60. Geburtstag. Ed. Praesens, Wien 2005, ISBN 3-7069-0276-1.